# 五ヶ浜
五ヶ浜（ごかはま）は、新潟県新潟市西蒲区の大字。郵便番号は953-0078。浦浜（うらはま）と称されることもある。

## 概要
1901年（明治34年）から現在までの大字で、角田山西麓の日本海側に位置する。江戸時代から1901年（明治34年）まであった五ヶ浜村の区域。
かつては漁業、塩浜などで栄えていたが、五ヶ峠を通る道路の整備で衰微した。現在はシーサイドラインの開通により、海水浴場の開発でにぎわう。

### 隣接する町字
北から東回り順に、以下の町字と隣接する。
- 角田浜
- 竹野町
- 福井
- 角海浜

## 歴史
- 1901年（明治34年）11月1日 : 合併により浦浜村の大字となる。
- 1955年（昭和30年）1月1日 : 合併により巻町の大字となる。
- 2005年（平成17年）10月10日 : 合併により新潟市の大字となる。
- 2007年（平成19年）4月1日 : 新潟市の政令指定都市移行により、西蒲区の大字となる。

## 世帯数と人口
2018年（平成30年）1月31日現在の世帯数と人口は以下の通りである。
| 大字   | 世帯数 | 人口 |
| ------ | ------ | ---- |
| 五ヶ浜 | 27世帯 | 49人 |

## 小・中学校の学区
市立小・中学校に通う場合、学区は以下の通りとなる。
| 番地 | 小学校             | 中学校             |
| ---- | ------------------ | ------------------ |
| 全域 | 新潟市立越前小学校 | 新潟市立巻西中学校 |

## 主な企業・施設
- 浦浜簡易郵便局（2020年10月1日から一時閉鎖中[8]）

## 観光
浦浜海水浴場（うらはまかいすいよくじょう）
五ヶ浜にある海水浴場。

## 交通

### 道路
下記の2国道が地区内で交差している。
- 国道402号
- 国道460号

地区内を通過する県道は存在しない。